# خان السلطان (القدس)
خان السلطان أو الوكالة، هو خان يقع في الطرف الشمالي من زقاق مغطى يخرج من طريق باب السلسلة إلى الشمال، بالقرب من شرق شارع سوق الصاغة، وسط البلدة القديمة في القدس، وهو لا يبعد سوى مئات الأمتار من المسجد الأقصى.

## تاريخه
بُني الخان في (788هـ/1386م) في عهد الظاهر سيف الدين برقوق أول سلاطين المماليك البرجية والذي جعله وقفاً للمسجد الأقصى وقدر المؤرخ مجير الدين الحنبلي دخل الخان السنوي بنحو 400 دينار من توفير السكن والخدمات للمسافرين، وُجهت جميعها لصيانة المسجد الأقصى.
وقد شُيد الخان باستخدام حجارة مباني صليبية سابقة وأشارت إليه وثائق الحرم القدسي الشريف باسم «الوكالة المرعية»، فعرف بخان الوكالة، ودار الخضار. وكان مشهوراً في موضعه حتى نسبت الطريق المؤدية إليه من خط داود.

## وصفه
يتألف الخان من طابقين وقسمين متصلين، يرجع القسم الأول إلى الفترة المملوكية، وقد استُخدم الطابق السفلي كحظيرة للدواب واستقبال البضائع الواردة للقدس من الريف، أما الطابق العلوي فاستخدم نزلاً وحل به المسافرون والتجار قديماً.

## الوضع الحالي
تحولت مرافق الخان إلى مصانع للأحذية في القرن العشرين. ومع مطلع القرن الحادي والعشرين، شغلت الدكاكين والمخازن وورش العمل الصغيرة التي يعمل فيها المقدسيون الطابق الأول منه، وتحول الطابق الثاني إلى مسكن لعشرات الأسر، حيث يسكنه اليوم قرابة 120 شخصاً. وهو يعاني من إهمال وانعدام الترميم للبيوت وجميع المباني، كما يعاني من اكتظاظ في عدد السكان حيث تمنع سلطات الاحتلال الإسرائيلية التوسيع أو البناء.